# Upper Stewartsville
Upper Stewartsville – jednostka osadnicza w Stanach Zjednoczonych, w stanie New Jersey, w hrabstwie Warren.